# Maripa fasciculata
Maripa fasciculata är en vindeväxtart som beskrevs av V. Ooststr. Maripa fasciculata ingår i släktet Maripa och familjen vindeväxter. Inga underarter finns listade i Catalogue of Life.